# Palatium

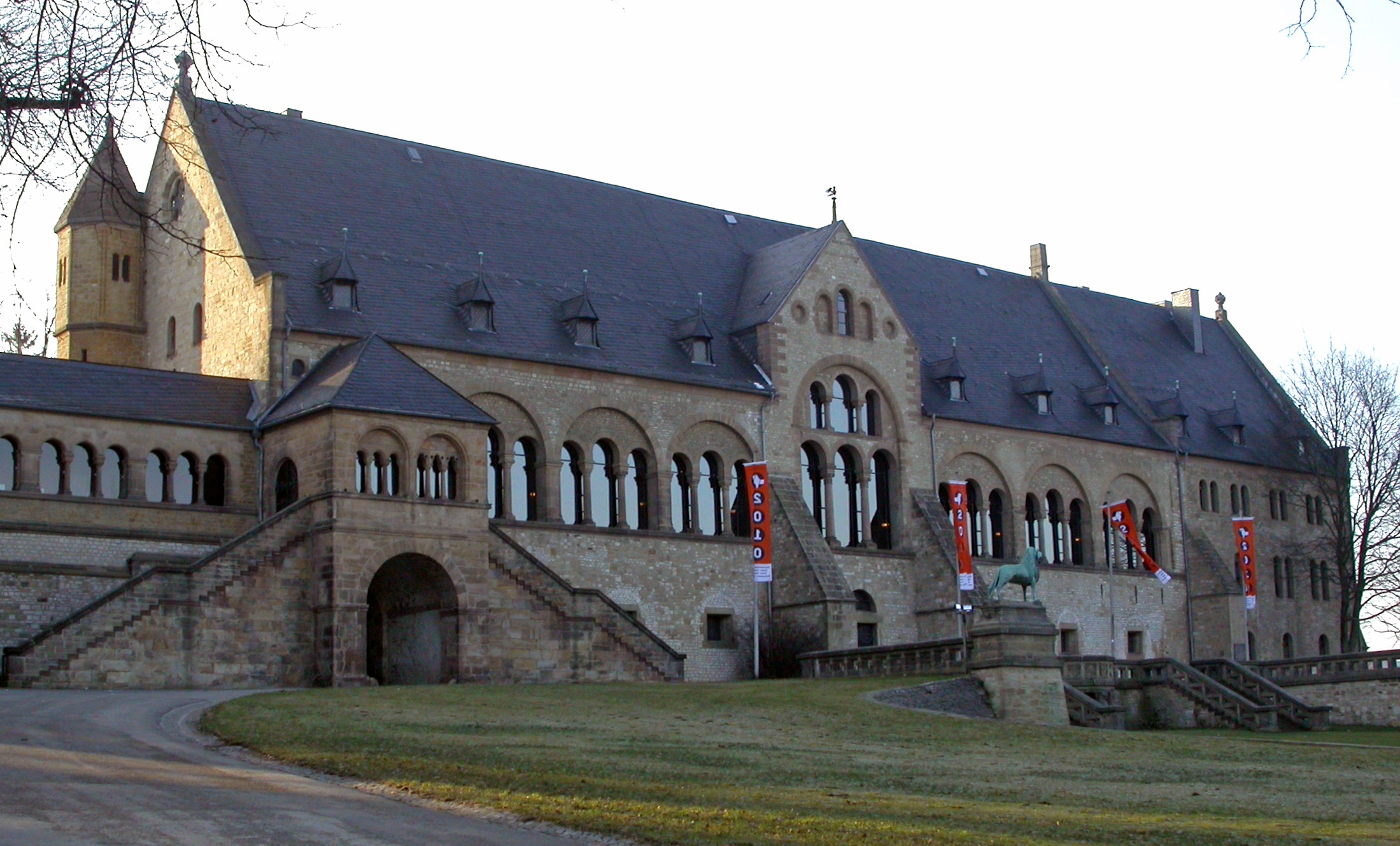
Palatium w Goslarze, Niemcy

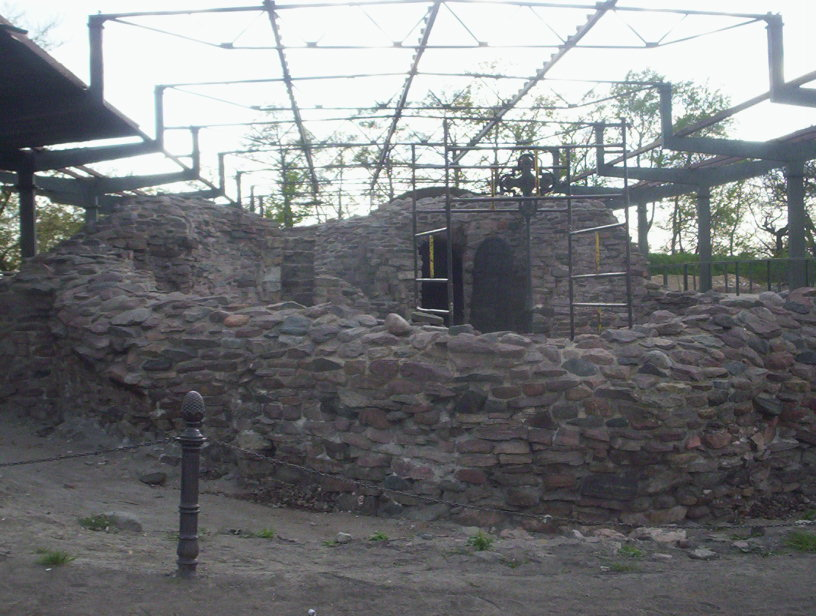
Pozostałości palatium na Ostrowie Lednickim

Palatium (wzgórze rzymskie Palatyn) – nazwa używana dla określenia starożytnego lub średniowiecznego głównego budynku zamku (niem. Palas), pałacu cesarza, króla lub biskupa. W budynku znajdowały się: sala reprezentacyjna, komnaty władcy i na ogół kaplica zamkowa.
Jako palatium (niem. Pfalz) określano w średniowiecznych Niemczech umocnione dwory królewskie (łac. villa regia lub curtis regia) włącznie z przynależnymi włościami, gdzie odbywały się zjazdy. Nazwy tej używa się również dla określenia halowych, prostokątnych budynków wznoszonych przez władców wczesnopiastowskich na terenie dzisiejszej Polski. Po tych palatiach zachowały się jedynie szczątki fundamentów, badane metodami archeologicznymi. Ich architektura była najprawdopodobniej wzorowana na pfalzach cesarskich.
Palatia wczesnopiastowskie:
- Ostrów Lednicki
- Poznań
- Zawodzie w Kaliszu[1][2]
- Wawel w Krakowie
- Giecz
- Wiślica
- Płock
- Przemyśl

Ważniejsze palatia władców niemieckich:
| - Akwizgran - Attigny - Bad Aibling - Bazylea - Dahlum - Diedenhofen - Dortmund - Duisburg - Cheb - Forchheim - Frankfurt nad Menem - Gelnhausen - Goslar - Gröna - Haguenau - Herstal - Ingelheim am Rhein - Kaiserslautern - Kaiserswerth - Kolonia | - Magdeburg - Moguncja - Memleben - Merseburg - Nimwegen - Norymberga - Paderborn - Pöhlde - Ponthion - Quedlinburg - Quierzy - Spira - Tilleda - Trebur - Trifels - Wimpfen - Werla - Wormacja - Zurych |